# Cyrille Carré
Pour les personnes ayant le même patronyme, voir Carré (homonymie).
 (octobre 2019).
Si vous disposez d'ouvrages ou d'articles de référence ou si vous connaissez des sites web de qualité traitant du thème abordé ici, merci de compléter l'article en donnant les références utiles à sa vérifiabilité et en les liant à la section « Notes et références ».
Cyrille Carré, né le 11 mai 1984 à Auxerre, est un kayakiste français course en ligne champion du monde en K2 1 000 m avec Philippe Colin en 2007 licencié à l'Olympic Canoë-Kayak Auxerrois.
Il est sacré champion du monde le 11 août 2007 à Duisbourg. Partie à la ligne d'eau numéro 9, la paire française coiffe ses adversaires sur le fil en 3 min 24 s 683, soit deux dixièmes de seconde d'avance sur les Polonais. Cyrille Carré et Philippe Colin ont ainsi assuré leur qualification pour les Jeux olympiques de 2008 à Pékin.
Cyrille Carré est également sacré champion d'Europe de la catégorie kayak homme moins de 23 ans en monoplace sur 1 000 m le 1er septembre 2007.
Après une sixième place aux Jeux olympiques de 2008 à Pékin avec Philippe Colin, il participe au K1 1 000 m aux Jeux Olympiques de Londres 2012 où il échoue en demi-finale et termine finalement 12e.
Il ré-accède aux podiums internationaux en 2013 grâce à une 3e place aux championnats du monde de marathon.
Très endurant, il s'est bâti un solide palmarès grâce à de multiples médailles nationales et internationales en 1 000 m, 5 000 m et marathon, et a annoncé en 2014 qu'il choisissait de se spécialiser sur le 200 m. Sprinter dans l’âme depuis son plus jeune age, il n'a jamais renoncé à ses rêves, et a décidé de s'en donner les moyens en choisissant de se restreindre à la seule pratique de cette discipline pour les années à venir.
À côté de sa passion pour le kayak Cyrille et sapeur-pompier professionnel au grade de caporal-chef au sein de la Caserne d’Auxerre, grâce à sa réputation, il se fait souvent reconnaître en intervention et  fera le show  du bal du 14 juillet 2025. Sa prestance et son charisme ajoutera un plus à l’équipe déjà constituée pour ce show.

## Palmarès et principales places d'honneur

### Jeux olympiques
- 6e en K2 H 1 000 m avec Philippe Colin à Beijing (Chine) en 2008
- 12e en K1 H 1 000 m à Londres (Angleterre) en 2012
- 13e en K1 H 1 000 m à Rio (Brésil) en 2016[2]
- participera également au K4 H 1 000 m à Rio (Brésil) le 19 août 2016[3]

### Championnats du Monde
- Champion du Monde Junior en K1 H marathon à Zamora (Espagne) en 2002
- Champion du Monde en K2 H 1 000 m avec Philippe Colin à Duisbourg (Allemagne) en 2007[1]
- Champion du Monde en K1 H sprint marathon à Shaoxing (Chine) en 2019
- Médaillé de Bronze en K1 H marathon à Copenhague (Danemark) en 2013
- Médaillé de Bronze en K1 5000m à Moscou en 2014
- Médaillé de Bronze en K2 1000m à Szeged en 2019

### Jeux européens
- Médaillé de bronze en K1 5000m à Bakou en 2015

### Manches de Coupe du Monde (titres uniquement)
- Vainqueur en K2 H 1 000 m avec Philippe Colin à Zagreb (Croatie) en mai 2007
- Vainqueur en K4 H 1000m à Poznań (Pologne) en 2013

### Championnats d'Europe
- Champion d'Europe des moins de 23 ans en K1 H 1 000 m à Belgrade (Serbie) en septembre 2007
- 3e en K2 H 1 000 m avec Philippe Colin à Milan (Italie) en mai 2008
- 3e en K1 H Marathon à Ostroda (Pologne) en juillet 2009

### Championnats de France: (titres uniquement et liste non exhaustive)
- Champion de France en K1 H Marathon à La Mazure (Normandie) en novembre 2003[4]
- Champion de France en K1 H Marathon à Orléans (Centre) en octobre 2004[5]
- Champion de France en K1 H Marathon à Saint-Vit (Franche-Comté) en octobre 2005[6]
- Champion de France en K1 H Marathon à Charleville-Mézières (Champagne-Ardenne) en octobre 2006[7]
- Champion de France en K1 H Marathon à Guerlédan (Bretagne) en octobre 2007
- Champion de France en K1 H Marathon à Saint-Jean-de-Losne (Bourgogne) en octobre 2008
- Champion de France en K1 H 5 000 m à Vitré (Bretagne) en avril 2009
- Champion de France en K1 H Marathon à Vernon (Haute Normandie) en octobre 2009[8]
- Champion de France en K1 H 5 000 m à Belfort (Franche-Comté) en avril 2010[9]
- Champion de France en K1 H 5 000 m à Mantes-la-Jolie (Île-de-France) en avril 2011[10]
- Champion de France en K1 H 5 000 m à Libourne (Aquitaine) en mars 2013[11]
- Champion de France en K1 Marathon à Vichy (Auvergne) en octobre 2013[12]
- Champion de France en K2 Marathon à Vichy (Auvergne) en octobre 2013 avec Edouard Lefevre[12]
- Champion de France en K2 5000m à Chamouille en avril 2014 avec Edouard Lefevre
- Champion de France en K1 5000m à Charleville Mézières en 2015

## Résultats (chronologiques) (non exhaustifs)
- 2000 : Vice-Champion de France K1 H Cadet 500 m[13]
- 2000 : Vice-Champion de France K1 H Cadet 5 000 m[13]
- septembre 2002 : champion du monde junior en K1 marathon, Zamora (Espagne)
- 2003 : Vice-Champion de France K1 H 5 000 m[13]
- mai 2007 : vainqueur en manche de coupe du monde en K2 1 000 m avec Philippe Colin (premier podium ensemble) Zagreb (Croatie)
- juin 2007 : 3e en manche de coupe du monde en K2 1 000 m avec Philippe Colin, Szegeb (Hongrie)
- juillet 2007 : 3e des championnats d'Europe senior en K2 1 000 m avec Philippe Colin (premier podium Européen), Pontevedra (Espagne)
- 11 août 2007 : Cyrille Carré est champion du monde à Duisbourg (Allemagne) en kayak biplace, 1 000 m, avec Philippe Colin[1]
- 1er septembre 2007 : Champion d'Europe des moins de 23 ans à Belgrade (Serbie) en kayak monoplace sur 1 000 m
- 13 octobre 2007 : Cyrille est champion de France en kayak monoplace marathon à Guerlédan (Bretagne)
- 17 mai 2008 : Cyrille et Philippe Colin décrochent à Milan (Italie) une 3e place au championnat d'Europe en K2 sur 1 000 m
- 28 juin 2008 : Avec son partenaire en K2 Philippe Colin, ils terminent 2e au 1 000 m à la coupe du monde de Poznań (Pologne) (dernière course internationale avant les Jeux olympiques)
- 12 juillet 2008 : 2e en K1, 500 m au championnat de France de canoë-kayak à Mâché (Vendée)
- 22 août 2008 : 6e avec Philippe Colin en K2, 1 000 m aux Jeux olympiques de Pékin
- 11 octobre 2008 : Champion de France de Marathon K1 Senior à Saint-Jean-de-Losne (il s'agit de la septième fois consécutive que Cyrille gagne le titre de champion de France marathon).
- 19 octobre 2008 : Champion de Bourgogne de fond en monoplace à Nevers
- 12 avril 2009 : Champion de France en ligne sur 5 000 m à Vitré (Bretagne)
- 8 mai 2009 : Champion de Bourgogne de course en ligne 500 m à Dijon (Bourgogne)
- 25 juillet 2009 : 3e au Championnat d'Europe de Marathon à Ostroda (Pologne)
- 18 septembre 2009 : 7e aux Championnats du Monde de Marathon K1 Senior à Crestuma (Portugal)[14]
- 10 octobre 2009 : Champion de France en K1 H Marathon à Vernon (Haute Normandie)[8]
- 11 octobre 2009 : Vice-Champion de France en K2 H Marathon avec Lionel DUBOIS DUNILAC  à Vernon (Haute Normandie)[8]
- 4 avril 2010 : Champion de France en ligne sur 5 000 m à Belfort (Franche-Comté)[9]
- 5 avril 2010 : Vice-Champion de France en K2 H 5 000 m à Belfort (Franche-Comté) avec Edouard LEFEVRE[9]
- 9 octobre 2010 : Vice-Champion de France en K1 H Marathon à Bourges (Région Centre)
- 10 octobre 2010 : Vice-Champion de France en K2 H Marathon à Bourges (Région Centre) avec Edouard LEFEVRE
- 9 novembre 2013 : Vainqueur en K2 H du Marathon des gorges de l'Ardèche avec Tomas Slovak[15]